# 阿尔帕良
阿尔帕良是葡萄牙波塔莱格雷区的一个堂区。总面积34.16平方公里，总人口1517人，人口密度44.4人/平方公里。